# EMC-Effekt
Der EMC-Effekt in der Kern- und Teilchenphysik ist die Abhängigkeit der Strukturfunktionen der Nukleonen von der Kernumgebung. Die Strukturfunktionen beschreiben die Impulsverteilung der Quarks, aus denen die Nukleonen aufgebaut sind. Er wurde nach der European Muon Collaboration (EMC) benannt, die ihn 1983 am CERN entdeckte.
Bei der tief inelastischen Streuung von Elektronen, Myonen oder Neutrinos an Protonen und Neutronen werden deren Strukturfunktionen gemessen, die wiederum Aufschluss über deren inneren Aufbau geben. Da dies bei sehr hohen Energie- und Impulsüberträgen geschieht, weit höher als die Bindungsenergie von Atomkernen, hatte man erwartet, dass es keine Rolle spielt, ob diese Teilchen frei oder Bestandteile von Atomkernen sind – abgesehen von kinematischen Effekten aufgrund der Fermibewegung. Tatsächlich aber zeigte sich eine signifikante Abweichung, im Bereich kleiner Impulsbruchteile bis zu −20 %.
Es gibt unterschiedliche Ansätze, diesen Effekt zu erklären: die Interaktion von Quarks über Nukleongrenzen hinweg, teilweise Absorption des interagierenden virtuellen Photons (nuclear shadowing) durch dessen Fluktuation in virtuelle Hadronen, Bildung von Multi-Quark-Clustern und andere. Eine allgemein akzeptierte Erklärung steht aber noch aus. Experimente von 2024 favorisieren ein Modell mit kurzfristiger Überlappung von Nukleonpaaren.